# جاي تورنر
جاي تورنر (بالإنجليزية: Jay Turner)‏ هو لاعب كرة قدم أمريكية أمريكي، ولد في 11 يوليو 1914 في سبرينغفيلد في الولايات المتحدة، وتوفي في 1 نوفمبر 1960.